# Z-Wave

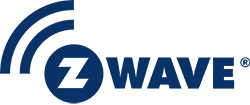
Z-Wave的标志

Z-Wave，是一种主要用于家庭自动化的无线通信协议。它是一种网状网络，使用低耗能无线电波在设备与设备間进行通信，从而无线控制家中电器和其他设备，例如控制照明、安全系统、恒温器、窗户、锁、游泳池和车库门开启器。
与面向家庭和办公室自动化市场的其他协议和系统一样，Z-Wave自动化系统可以通过互联网从无线控制器、壁挂式键盘、智能手机或平板电脑进行控制。Z-Wave网关或中央控制设备同時充当集線器控制器和外部门户。
Z-Wave提供联盟內不同制造商的家庭控制系统之间的應用程式互操作性。截至2017年5月，共有1,700多种可互操作的Z-Wave产品。而到了2019年，已超過2,500種產品。